# Robert von Bolschwing
Heinrich Otto Robert Freiherr von Bolschwing (* 18. Dezember 1836 in Pelzen, Gouvernement Kurland; † 21. Mai 1903 in Mitau) war ein kurländischer Landesbeamter.

## Leben
Robert von Bolschwing studierte an der Universität Göttingen. 1857 wurde er Mitglied des Corps Saxonia Göttingen. Nach Abschluss des Studiums kehrte er nach Kurland zurück und wurde Assessor in Hasenpoth, später Landeshauptmann der Hauptmannschaft Bauske und zuletzt Oberhauptmann der Oberhauptmannschaft Mitau. Mit der Einführung der neuen russischen Justizorganisation am 30. November 1889 legt er das Amt nieder. Seine restlichen Lebensjahre verbrachte er als Mitglied des adligen Waisengerichts in Mitau.